# Floribert Ndayisaba
Floribert Tambwe Ndayisaba (ur. 12 sierpnia 1989 w Bużumburze) – burundyjski piłkarz występujący na pozycji obrońcy. Zawodnik klubu AS Inter Star.

## Kariera klubowa
Ndayisaba karierę rozpoczynał w 2004 roku w zespole Chanic FC. W 2005 roku przeszedł do Vital’O FC. W 2006 oraz w 2007 roku zdobył z nim mistrzostwo Burundi. W 2009 roku wyjechał do Azerbejdżanu, by grać w tamtejszym Bakı FK. W 2010 roku wywalczył z nim wicemistrzostwo Azerbejdżanu oraz Puchar Azerbejdżanu.
W 2010 roku Ndayisaba wrócił do Burundi, gdzie został graczem klubu Maniema FC. Spędził tam rok. W 2011 roku podpisał kontrakt z rwandyjskim Rayon Sports FC. Następnie grał w kenijskich AFC Leopards (2012−2013, w 2012 zdobył z nim Puchar Kenii) i Bidco United FC (2014–2015), a w 2015 wrócił do Burundi. W latach 2015–2017 grał w Vital’O FC (w sezonie 2015/2016 został z nim mistrzem Burundi), a w latach 2017–2018 w LLB Académic FC. W 2018 przeszedł do AS Inter Star.

## Kariera reprezentacyjna
W reprezentacji Burundi Ndayisaba zadebiutował w 2006 roku.